# Skommartjärnen, Västmanland
Skommartjärnen är en sjö i Ljusnarsbergs kommun i Västmanland och ingår i Norrströms huvudavrinningsområde.